# 忘憂地
《忘憂地》（英語：Joyland）是史蒂芬·金於2013年推出的神秘小說，獲提名2014年愛倫·坡獎的最佳原創平裝小說獎。

## 背景資料
在全國公共廣播電台的Fresh Air節目2013年5月28日的訪問中，史蒂芬金透露這個故事最初由一個他已經記了二十年的畫面開始發展的：沙灘上一個坐在輪椅上的男孩在放一面耶穌風箏。。史蒂芬金表示位於新罕布夏州沙倫（Salem）的卡諾比湖樂園（Canobie Lake Park）是忘憂地的眾多原型之一。

## 故事簡介
瓊西是一個平凡的大學生，1973年暑假時被女友甩了，於是沉溺於在一個北卡羅萊納州遊樂園的暑假工讀中。遊樂園有一個傳聞，指在鬼屋中被殺的女孩陰魂不散，會不時現身，瓊西決定要令這個鬼魂解脫，於是暑假後仍留在遊樂園，只是瓊西根本見不到這個鬼魂。